# Konstanze Görres-Ohde
Konstanze Görres-Ohde (geboren 5. Oktober 1942 in Königsberg) ist eine deutsche Juristin, ehemalige Richterin und Gerichtspräsidentin. Bei ihrer Berufung an die Spitze des Landgerichts Itzehoe war sie 1989 bundesweit die erste Landgerichtspräsidentin.

## Ausbildung
Konstanze Görres-Ohde studierte von 1962 bis 1967 Rechtswissenschaft in Heidelberg, Berlin und Hamburg. Sie schloss ihr Studium mit der Ersten Juristischen Staatsprüfung ab.
Nach dem Rechtsreferendariat von 1968 bis 1971 in Hamburg absolvierte sie die Zweite Juristische Staatsprüfung.

## Karriere
Zu Beginn ihrer beruflichen Laufbahn trat sie in den Justizdienst ein. Ab 1971 war sie Richterin am Amtsgericht Hamburg, von 1985 bis 1989 Richterin am Oberlandesgericht Hamburg. Unterbrochen wurde diese Zeit von einem Aufenthalt in den USA.
1989 wechselte Konstanze Görres-Ohde als Präsidentin an das Landgericht Itzehoe. Damit war sie bundesweit die erste Landgerichtspräsidentin.
Am 5. Februar 1996 wurde sie zur ersten Präsidentin des Landgerichts Hamburg ernannt und übte dieses Amt bis 2001 aus.
Ab 9. Januar 2002 war sie bis zum Beginn ihres Ruhestands Ende 2007/Anfang 2008 Präsidentin des Schleswig-Holsteinischen Oberlandesgerichts.
Ihr Amt als Vizepräsidentin des Verfassungsgerichts Hamburg übte sie bis zum 31. Januar 2002 aus.

## Ämter und Mitgliedschaften
- 1991 bis 1994: Vorsitzende der Stiftung Straffälligenhilfe in Schleswig-Holstein[3]
- 1992 bis 1997: Mitglied des Verwaltungsrats des Norddeutschen Rundfunks[1]

## Engagement
Von 2004 bis 2006 absolvierte sie eine Ausbildung zur Mediatorin. Sie rief die Gerichtsmediation an verschiedenen Gerichten in Schleswig-Holstein ins Leben.
Konstanze Görres-Ohde ist kulturell sehr engagiert. 1989 begründete sie in Itzehoe die Reihe Kultur und Justiz. In diesem Rahmen führte sie auch am Landgericht Hamburg sowie am OLG in Schleswig Lesungen, Musikabende und Kunstausstellungen durch. Seit 2001 engagiert sie sich im Literaturhaus Hamburg. Außerdem ist sie Vorstandsvorsitzende des Literaturhausvereins Hamburg und Vorsitzende der Schleswiger Gesellschaft Justiz und Kultur e. V.  in Schleswig.

## Privatleben
Konstanze Görres-Ohde war verheiratet und hat zwei Töchter. Sie spielt seit ihrem 10. Lebensjahr Klavier.

## Publikationen (Auswahl)

### Als Mitherausgeberin
- Konstanze Görres-Ohde, Monika Nöhre, Anne-José Paulsen (Hrsg.): Die OLG-Präsidentin: Gedenkschrift für Henriette Heinbostel. 2. Auflage. Berliner Wissenschaftsverlag, Berlin 2010, ISBN 978-3-8305-1772-6. (Festschrift über eine fiktive deutsche Juristin; 1. Auflage 2007)

### Als Autorin und Mitautorin
- Konstanze Görres-Ohde: Lebenslauf der Henriette Heinbostel geb. Schwarz. In: Konstanze Görres-Ohnde, Monika Nöhre, Anne-José Paulsen (Hrsg.): Die OLG-Präsidentin. BMV Berliner Wissenschafts-Verlag, Berlin 2007, S. 13–20, ISBN 978-3-8305-1444-2
- Konstanze Görres-Ohde, Tim Oliver Feicke: Goldene Führungsregeln. Books on Demand, 1. Edition, 2009, ISBN 978-3837081435
- Luzius Wildhaber, Konstanze Görres-Ohde, Christoph Strässer,  Peter Masuch u. a.: Jahrbuch der Juristischen Gesellschaft Bremen 2009.  Edition Temmen, 2009, ISBN 978-3837812008

### Beiträge zu Sammelwerken
- Konstanze Görres-Ohde: Persönliche  Erfahrungen  mit der Etablierung  der Gerichtlichen  Mediation in  Schleswig-Holstein. In: Ulla Gläßer, Kirsten Schroeter; Juliane Ade (Hrsg.): Gerichtliche Mediation. Grundsatzfragen, Etablierungserfahrungen und Zukunftsperspektiven. Nomos Verlag, 2011, S. 269–282, ISBN 978-3-8329-5451-2
- Konstanze Görres-Ohde: Der lange Weg zur richterlichen Ethik. Vandenhoeck & Ruprecht, Göttingen. In: Peter Götz von Olenhusen (Hrsg.): 300 Jahre Oberlandesgericht Celle: Festschrift zum 300jährigen Jubiläum am 14. Oktober 2011. Vandenhoeck & Ruprecht, 2011, S. 199–206.
- Konstanze Görres-Ohde: Johann Joseph Görres. In: Bernd Lutz: Metzler Autorenlexikon. Springer-Verlag, Berlin 2017, S. 253–254.

### Artikel in Zeitschriften
- Konstanze Görres-Ohde: Frauen und Macht – Führen Frauen anders als Männer? In: STREIT – feministische Rechtszeitschrift, Hamburg 1992, Ausgabe 2.
- Konstanze Görres-Ohde: 20 Jahre Justizkultur: Von den Anfängen in der Friedensbewegung über den Abbau von Ordnungen hin zur wahren Justizkultur. Vortrag am 28.1.2005. In: Betrifft JUSTIZ Nr. 81, März 2005